# Gemination (Zahnmedizin)
Gemination ist ein Begriff aus der Zahnmedizin und bezeichnet eine seltene zahnmedizinische Anomalie, bei der ein vergrößerter oder ungewöhnlich geformter Zahn auftritt, der aus der unvollständigen Teilung eines einzelnen Zahnkeims entsteht.
Gemination ist von Fusion zu unterscheiden, einer ähnlichen Anomalie, bei der zwei getrennte Zahnkeime miteinander verschmelzen. Gemination tritt bei weniger als 1 % der Bevölkerung auf und kann sowohl Milchzähne als auch bleibende Zähne betreffen.

## Ursachen und Erscheinungsbild
Die genauen Ursachen für Gemination sind unbekannt, jedoch wird angenommen, dass genetische Faktoren, Umweltfaktoren und Entwicklungsstörungen eine Rolle spielen. Geminierte Zähne können im Ober- oder Unterkiefer, in der Front- oder Seitenzahnregion auftreten und sowohl isoliert als auch in Verbindung mit anderen zahnmedizinischen Anomalien vorkommen.
Die äußere Erscheinung geminierter Zähne kann variieren. Typischerweise erscheint der betroffene Zahn vergrößert und kann eine Rille oder Fissur in der Mitte aufweisen, die auf die unvollständige Teilung des Zahnkeims hinweist. In manchen Fällen ist der geminierte Zahn jedoch nur minimal verändert, was die Diagnose erschweren kann.

## Komplikationen und Behandlung
Gemination kann zu ästhetischen und funktionellen Beeinträchtigungen führen, insbesondere wenn die betroffenen Zähne im Frontzahnbereich liegen. Die ungewöhnliche Zahnform kann zu Schwierigkeiten beim Kauen und Sprechen führen und
kann auch das Selbstbewusstsein des Patienten beeinträchtigen. Darüber hinaus können geminierte Zähne anfälliger für Parodontitis und Karies sein, da die unregelmäßige Form und die Rillen in der Zahnstruktur das Entfernen von Plaque erschweren.
Die Behandlung von Gemination hängt von der Schwere der Anomalie und den individuellen Bedürfnissen des Patienten ab. In manchen Fällen kann es ausreichen, regelmäßige zahnärztliche Kontrollen durchzuführen, um mögliche Komplikationen zu erkennen und zu behandeln. In anderen Fällen kann eine restaurative oder ästhetische Behandlung erforderlich sein, um die Form und Funktion des betroffenen Zahns zu verbessern. Dazu können Zahnfüllungen, Kronen oder Veneers eingesetzt werden. In einigen Fällen kann eine kieferorthopädische Behandlung notwendig sein, um den Platzmangel zu beheben und die Zahnstellung zu korrigieren.